# Marit Kaldhol

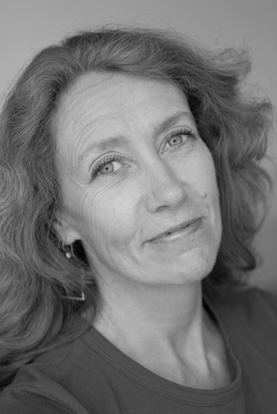
Marit Kaldhol

Marit Kaldhol (* 13. April 1955 in Ålesund) ist eine norwegische Kinderbuchautorin.
Sie arbeitete einige Jahre als Lehrerin und begann dann ihre künstlerisch-kreative Tätigkeit als Schriftstellerin. 1986 erschien ihr erstes Kinderbuch Abschied von Rune (Originaltitel: Farvel, Rune), das bisher in zehn Ländern verlegt und mehrfach prämiert wurde.

## Werke
- Lattermilde laken, Oslo: Det Norske Samlaget, 1983, ISBN 82-521-2376-7
- Farvel Rune, Oslo: Det Norske Samlaget, 1986, ISBN 82-521-2686-3 (dt.: Abschied von Rune, München: Ellermann, 1987, ISBN 3-7707-6272-X)
- Alle vi, Oslo: Det Norske Samlaget, 1993, ISBN 82-521-4190-0
- I huda er gud ein munn, Oslo: Det Norske Samlaget, 1997, ISBN 82-521-5115-9
- På vegen står ei jente med kniv, Oslo: Det Norske Samlaget, 1995, ISBN 82-521-4579-5
- Har du peiling på fisk?, Oslo: Gyldendal Tiden, 1999, ISBN 82-478-0582-0
- Ein augneblink, kanskje to, Oslo: Det Norske Samlaget, 2001, ISBN 82-521-5864-1
- Den tause rosa går forbi, Oslo: Det Norske Samlaget, 2002, ISBN 82-521-6096-4
- Stilk med to, Oslo: Det Norske Samlaget, 2002, ISBN 82-521-5950-8
- Reisa til H., Oslo: Det Norske Samlaget, 2005, ISBN 82-521-6618-0
- søkeord: ayotzintli, Oslo: Det Norske Samlaget, 2010, ISBN 978-82-521-7640-7 (dt.: Allein unter Schildkröten, München: mixtvision Verlag, 2012, ISBN 978-3-939435-47-1)

## Auszeichnungen
- Premio Europeo Pier Paolo Vergario 1987
- Deutscher Jugendliteraturpreis 1988 (für Abschied von Rune), gemeinsam mit Wenche Øyen
- Ålesund bys kunstnerpris 1995
- Samlagsprisen 2001